# West Terre Haute (Indiana)
West Terre Haute es un pueblo ubicado en el condado de Vigo en el estado estadounidense de Indiana. En el Censo de 2010 tenía una población de 2236 habitantes y una densidad poblacional de 1.146,51 personas por km².

## Geografía
West Terre Haute se encuentra ubicado en las coordenadas 39°27′50″N 87°27′2″O / 39.46389, -87.45056. Según la Oficina del Censo de los Estados Unidos, West Terre Haute tiene una superficie total de 1.95 km², de la cual 1.95 km² corresponden a tierra firme y (0%) 0 km² es agua.

## Demografía
Según el censo de 2010, había 2236 personas residiendo en West Terre Haute. La densidad de población era de 1.146,51 hab./km². De los 2236 habitantes, West Terre Haute estaba compuesto por el 97.32% blancos, el 0.49% eran afroamericanos, el 0.58% eran amerindios, el 0.04% eran asiáticos, el 0% eran isleños del Pacífico, el 0.4% eran de otras razas y el 1.16% pertenecían a dos o más razas. Del total de la población el 1.3% eran hispanos o latinos de cualquier raza.